# Gżira
Gżira (officiële naam il-Gżira) is een plaats en gemeente aan de noordoostelijke kust van Malta met 7086 inwoners (november 2005). Het ligt tussen Msida en Sliema en grenst aan Ta' Xbiex.
De plaatsnaam Gżira betekent "eiland" in het Maltees; de plaats heeft deze naam omdat Manoel Island recht tegenover de plaats ligt. De kust van Gżira staat bekend om het prachtige uitzicht op de fortificaties van Valletta, zeker wanneer die ’s avonds kunstmatig worden verlicht.
Bebouwing in deze regio begon in het midden van de 19e eeuw. Aanvankelijk stond Gżira bekend als een woonplaats voor de middenklasse. Het dorp heeft veel van de oorspronkelijke bebouwing vervangen door moderne en luxere flats waardoor een deel van het oorspronkelijke karakter van het dorp is verdwenen. Alleen in het directe centrum van Gżira zijn de typische Maltese woningen te vinden met hun gesloten houten balkons (gallarija). Door de bouw van zó veel flats daalden de huizenprijzen sterk, mede doordat de plaats in trek kwam bij vele buitenlandse bewoners. De populariteit van deze plaats kan worden verklaard door de ligging vlak bij de hoofdstad Valletta en bij de Universiteit van Malta.

## Godsdienst
Gżira werd een zelfstandige parochie in 1921. De lokale kerk is gewijd aan Maria; de jaarlijkse festa ter ere van deze beschermheilige wordt gevierd op de tweede zondag van juli.
Sinds 1994 bevindt zich in Gżira het kerkgebouw van de Bible Baptist Church - Malta. Deze baptistengemeente is een van de weinige protestantse gemeenschappen op het overwegend rooms-katholieke eiland.

## Sport
De lokale voetbalclub van Gżira is Gzira United.

## Partnersteden
- Wałbrzych (Polen)

## Galerij

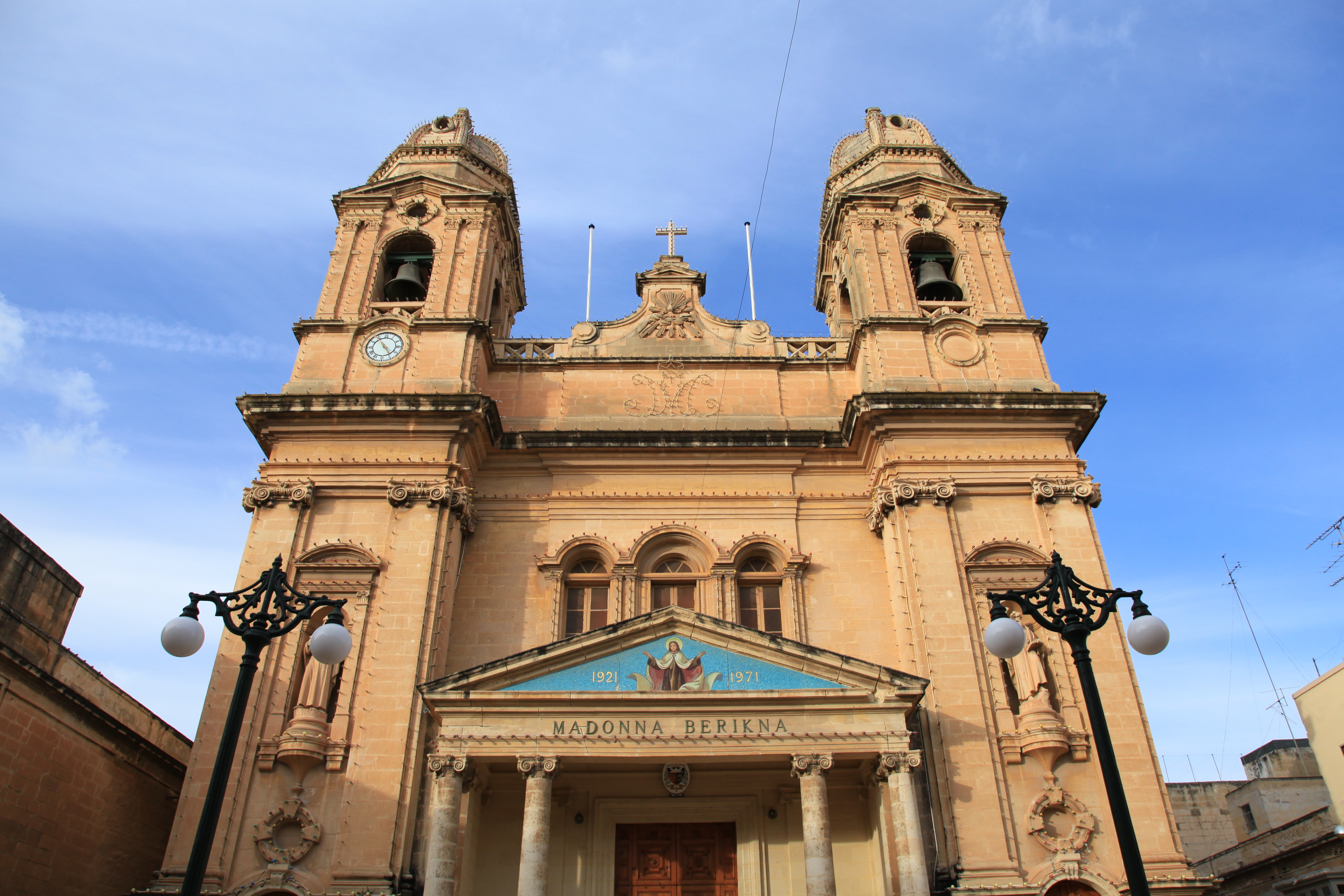
Kerk van de Heilige Maagd Maria van de berg Karmel
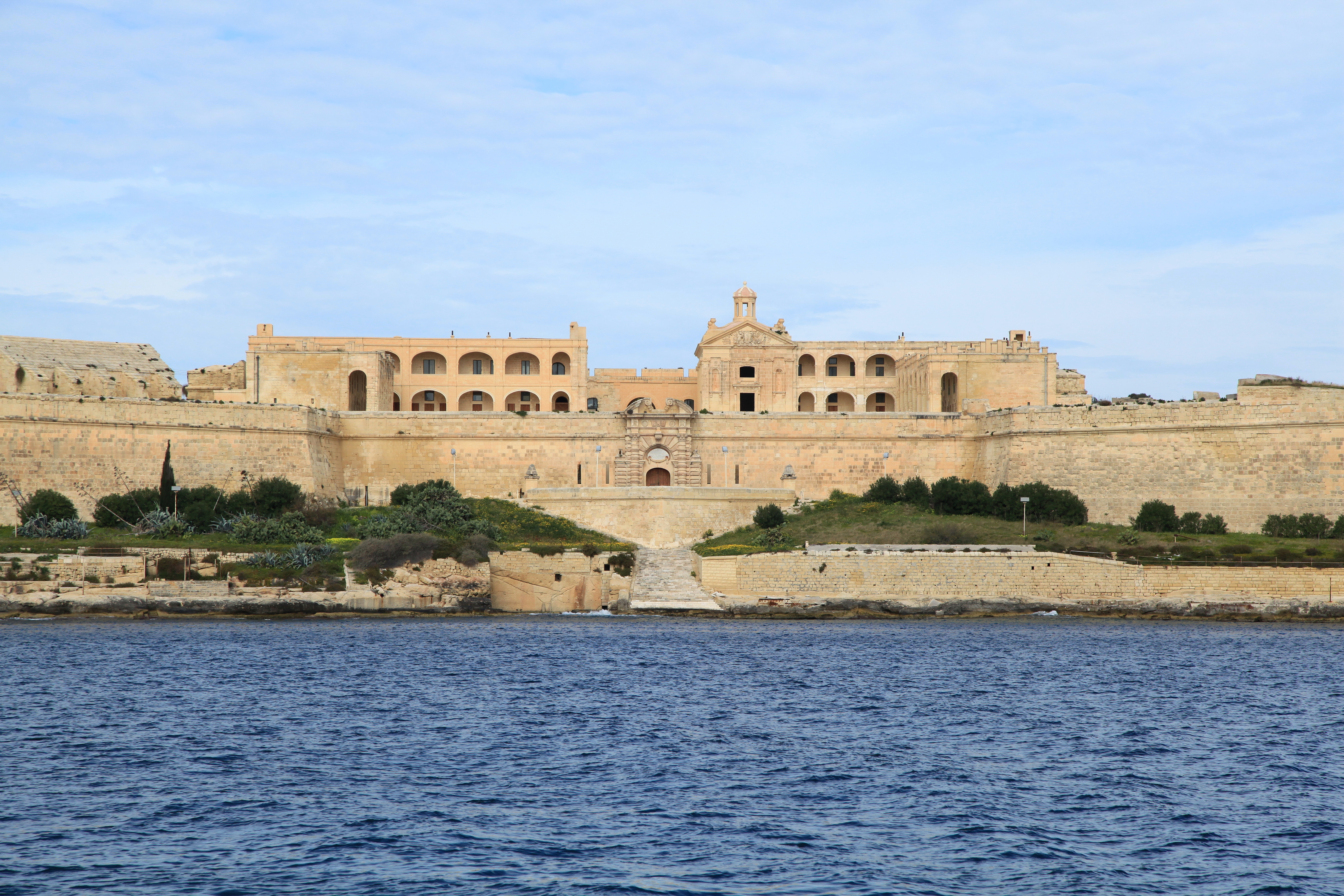
Fort Manoel
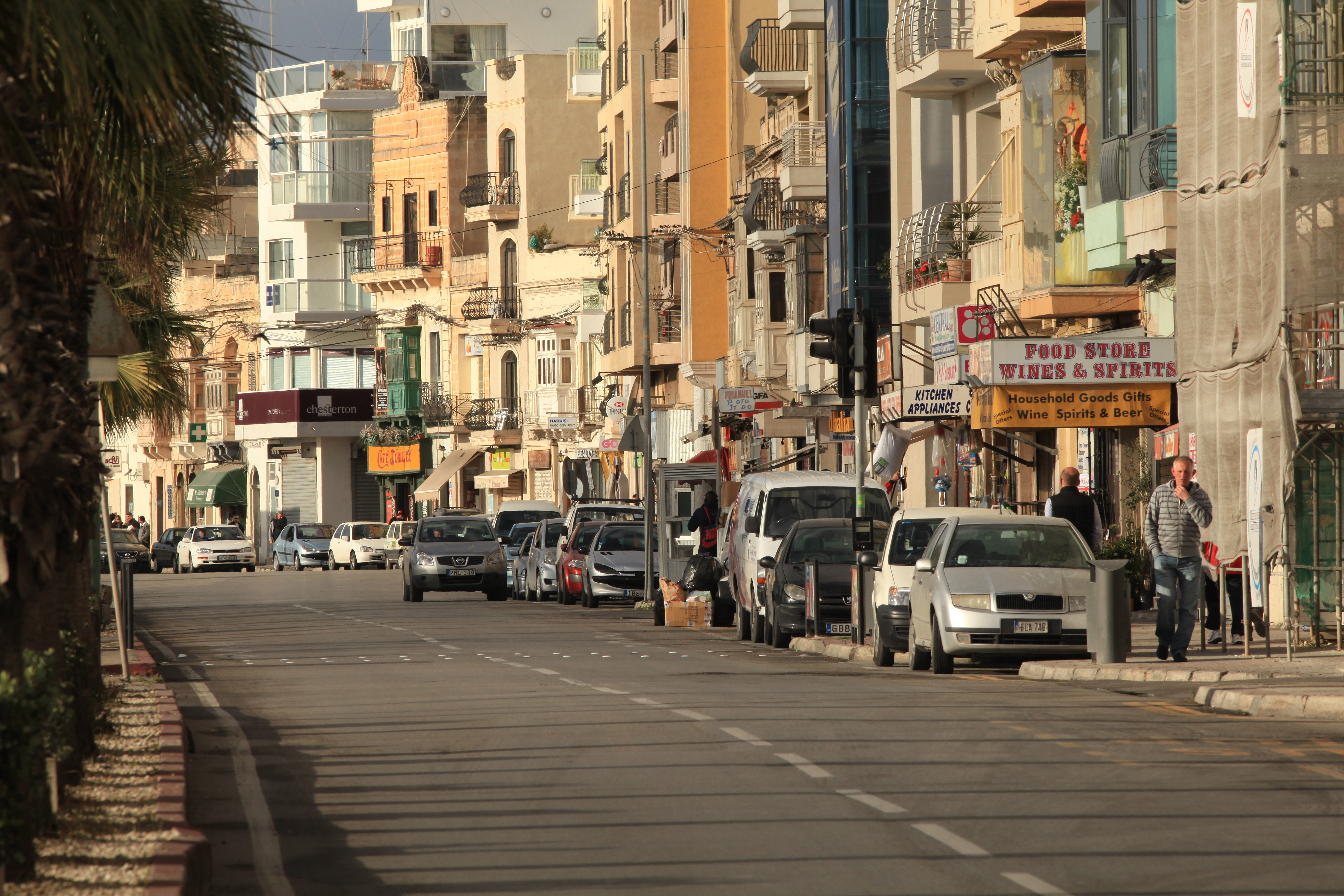
Triq Ix-Xatt